# Лаго ди Гарда
Лаго ди Гарда или Езерото Гарда (на италиански: Lago di Garda или Bènaco, на латински: Benācus) е най-голямото езеро в Италия. Разположено е в подножието на Алпите, а южната му част в Паданската низина, на 65 m н.в., на територията на областите Ломбардия, Венето и Трентино-Алто Адидже. Простира се от север на юг на протежение от 51,6 km и ширина в южната част до 17,2 km. Площ 370 km², обем 50,35 km³, средна дълбочина 133,3 m, максимална 346 m. Котловината на езерото представлява тектонска падина, допълнително обработена от плейстоценския ледник, спускащ се от Алпите. Северната му, тясна и дълга част наподобява фиорд, ограден от високи хребети с височина над 2000 m, а южната е много по-широка и бреговете му са изградени от моренни наслаги. Въпреки че езерото е най-голямото в Италия и едно от най-големите в Алпите, водосборният му басейн е малък – 2260 km². В северната му тясна част при град Рива дел Гарда се влива река Сарка, водеща началото си от масива Адамело, а от южния му ъгъл при град Пескиера дел Гарда изтича река Минчо, ляв приток на По. В езерото се извършма местно корабоплаване. По бреговете му са разположени няколко малки курортни градчета (Лимоне сул Гарда, Гардоне Ривиера, Бренцоне, Гарда, Дезенцано дел Гарда и др.
Неговото древно име от 200 пр.н.е. до 800 г. е Lacus benacus, като името му произлиза от божеството Benacus. Бреговете му са заселени от 2000 пр.н.е. До 1918 г. северната част на езерото е принадлежала на Австро-Унгария.